# 侸叔
侸叔（？—？），是《清华简·楚居》的记载楚国的一个人物。说穴酓“生侸叔、丽季。丽不从行，溃自胁出”，说明他是穴酓（鬻熊）的儿子，丽季（熊丽）的哥哥。
有研究者怀疑侸叔迁徙到今陕西省富平地区。与奔荆蛮的吴太伯关系非常。